# Interferó beta 1a
Interferó beta 1a (també interferó beta 1-alfa) és un fàrmac en la família dels interferons per tractar l'esclerosi múltiple (EM). És produïda per cèl·lules de mamífer, mentre que l'interferó beta 1b es produeix en E. coli modificada. Els interferons han demostrat que produeixen una reducció 18-38% en la taxa de recaigudes de l'EM. Actualment no existeix una cura per l'EM. Inici d'un curs d'interferons primerencs pot retardar el seu progrés.
Interferón beta 1a es ven sota els noms comercials Avonex (Biogen Idec) i Rebif (Merck Serono), (Pfizer); CinnoVex (CinnaGen) és bioequivalent.

## Mecanisme d'acció
L'interferó beta equilibra l'expressió d'agents pro-i antiinflamatòries al cervell, i redueix el nombre de cèl·lules inflamatòries que creuen la barrera de sang del cervell. En general, la teràpia amb interferó beta condueix a una reducció de la inflamació neuronal.
D'altra banda, també es creu que augmenta la producció de factor de creixement nerviós i, per tant, millorar la supervivència neuronal.

## Efectes secundaris

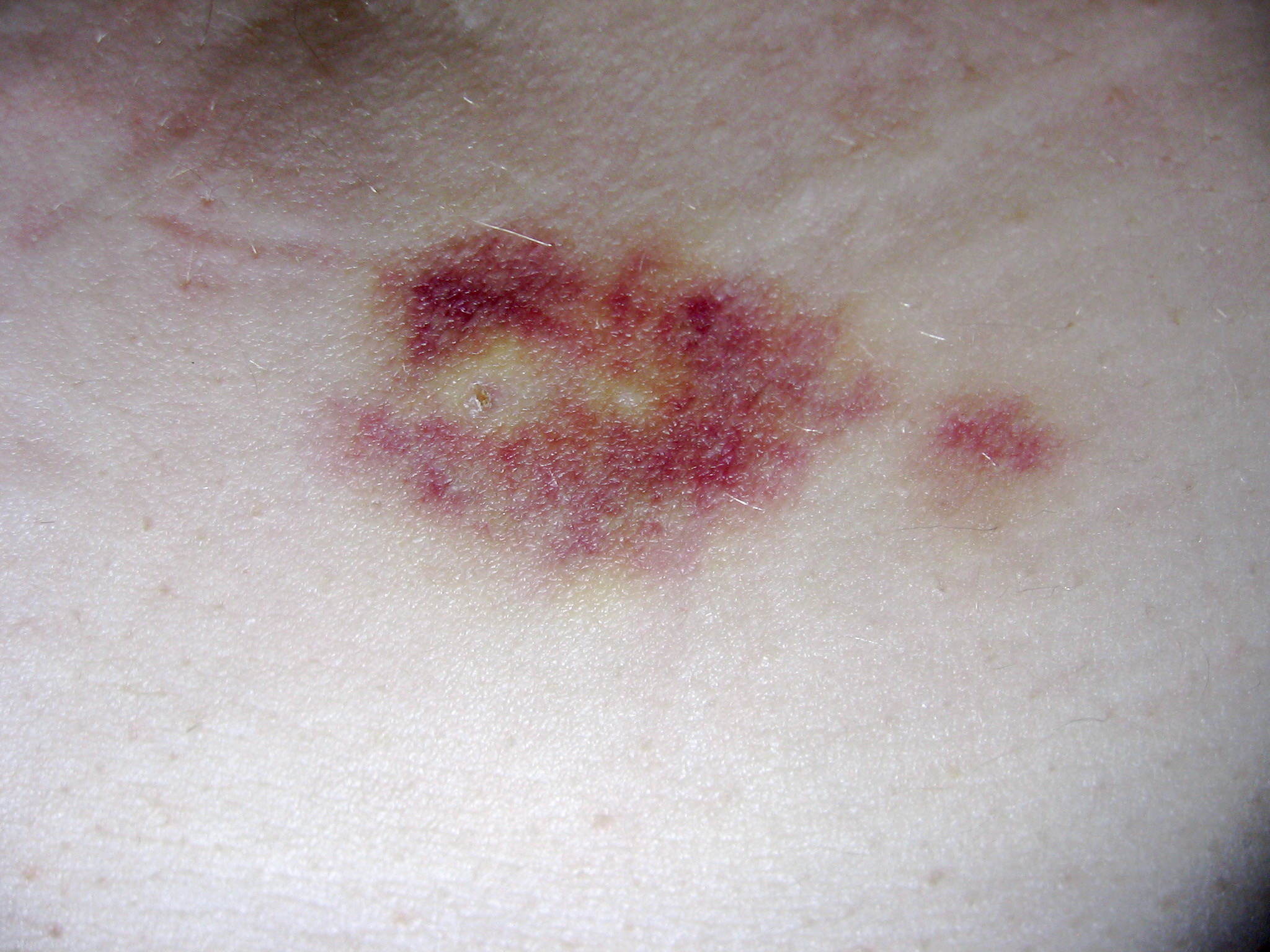
Els medicaments injectables poden produir irritació o blaus en el lloc d'injecció. El hematoma es mostra ha estat produïda per una injecció subcutània..

Interferó beta 1a només està disponible en formes injectables, i pot causar reaccions de la pell en el lloc de la injecció que poden incloure necrosi cutània. Reaccions a la pell amb l'interferó beta són més freqüents amb l'administració subcutània i varien molt en la seva presentació clínica.

## Eficàcia

### Síndrome clínicament aïllada
La presentació clínica més primerenca de l'esclerosi múltiple recurrent-remitent és la síndrome clínicament aïllada, és a dir, un sol atac d'un sol símptoma. Hi ha un atac subagut suggestiu de desmielinització, però el pacient no compleix els criteris per al diagnòstic de l'esclerosi múltiple. El tractament amb interferons després d'un atac inicial disminueix el risc de desenvolupar EM clínica definida.